# Olga Wormser-Migot
Olga Wormser-Migot (geboren 5. Juli 1912 in Nancy als Olga Jungelson; gestorben 3. August 2002 in Fontenay-en-Parisis) war eine französische Historikerin. Sie befasste sich nach der Befreiung Frankreichs von der deutschen Besatzung 1944 zunächst mit dem Schicksal französischer Deportierter. Quellen und Augenzeugenberichte, die sie zur Deportation aus Frankreich gesammelt hatte, bildeten Anstoß und Grundlage einer Ausstellung sowie zu Nacht und Nebel (1955) von Alain Resnais, einem der ersten Dokumentarfilme über die deutschen Konzentrationslager. Wormser-Migot publizierte 1968 eine Studie zum System der Konzentrationslager, die kritisch aufgenommen wurde.

## Leben und Werk

### Herkunft, Ausbildung und Leben unter der Besatzung
Ihre Eltern waren assimilierte Juden aus Russland, die als militante Menschewiki ins Exil gegangen waren und sich in Genf im Umfeld Lenins kennen gelernt hatten. Ihr Vater Aron Jungelson promovierte 1917 an der Universität von Nancy in Chemie, während ihre Mutter Sarrah-Vera Halfin dort Jura studierte. Die Familie Jungelson siedelte 1917 endgültig nach Paris über, wo Aron 1920 im Alter von 34 Jahren starb und seine Frau und vier junge Kinder hinterließ. Olgas jüngere Schwester Hélène wurde unter dem Namen Parmelin eine bekannte Schriftstellerin und Journalistin.
Olga Jungelson besuchte mit einem Stipendium das Lycée Fénélon und absolvierte die Studienvorbereitungsklassen am Lycée Henri IV. Sie studierte Geschichte bei Louis Halphen und Jérome Carcopino an der Sorbonne, scheiterte allerdings 1938 im Staatsexamen. Als Frankreich 1940 von Deutschland besetzt wurde, unterrichtete sie Geschichte und Geografie am Lycée Alain-Charrier.  Durch die ersten Gesetze des Vichy-Regimes war sie gezwungen, ihre Stellung aufzugeben. Bis zu einer erneuten Verschärfung der Rassengesetze im September 1941 arbeitete Olga Jungelson im Centre d’information sur les prisonniers de guerre, das Vermisste zu lokalisieren versuchte. Dann fand sie Anstellung an der Privatschule Lycée Notre-Dame-de-Sion in Èvry.
Während der Besatzung übernahm Olga Jungelson gelegentlich Aufträge für die Résistance. In der Wohnung der Familie fand Jacques Monod regelmäßig Unterschlupf.

### Arbeit als Historikerin
Nach der Befreiung trat Olga Jungelson im September 1944 in das Ministerium Frenay für Gefangene, Deportierte und Flüchtlinge ein, wo sie mit der Suche nach Deportierten und deren Betreuung nach der Rückkehr befasst war. Im Mai 1945 besuchte sie mit einer Delegation des Ministeriums das befreite KZ Bergen-Belsen. Im Mai 1946 suchte sie in Polen nach den Akten und Namen französischer Deportierter und besuchte dabei auch das KZ Auschwitz. Die gesammelten Informationen sollten auch der französischen Anklage während der Nürnberger Prozesse dienen. Eine ihrer ersten Veröffentlichungen, eine gemeinsam mit Andrée Jacob verfasste Abhandlung über die Deportation von Frauen, erschien 1946 in einem Sammelband über das KZ Ravensbrück. Mit Jacob betreute sie in dieser Zeit auch das Generalsekretariat der Kommission für die aus politischen und rassischen Gründen Deportierten und Internierten. Dabei sollte sie Material für ein Schwarzbuch sammeln. Dieses Konzept für ein Buch, das letztlich nie erschien, war von einer innerfranzösischen Perspektive geprägt, um alle Okkupationsopfer in einer Leidensgemeinschaft zu vereinen.
Im März 1947 wurde Olga Jungelsons Stelle im Ministerium gestrichen. Sie wirkte 1948 an der Encyclopédie de la Renaissance francaise mit und arbeitete als Sekretärin des Herausgebers Marcel Prenant. Im selben Jahr heiratete sie den Kommunisten Henri Wormser, der zuvor mit ihrer Schwester Hélène verheiratet gewesen war, den Hélène aber für den Maler Édouard Pignon verlassen hatte. Kurz nach der Geburt des gemeinsamen Sohnes verließ Henri Wormser seine Frau Olga, die gleichwohl seinen Nachnamen behielt.
Ab 1952 arbeitete Olga Wormser auf Berufung von Henri Michel im Comité d’histoire de la Deuxième Guerre mondiale (CHDGM) als Forschungsbeauftragte. Aufgabe des CHDGM sollte die Beschaffung und Sicherung von Quellen zur Deportation aus Frankreich sein. Dazu wurden umfangreiche Erhebungen unter Deportierten durchgeführt, um Zeugenaussagen zu sammeln. Vorangetrieben wurden diese Arbeiten vor allem aus den Kreisen des Deportiertenmilieus. Wormser und Michel veröffentlichten unter der Schirmherrschaft des Réseau du souvenir 1954 eine Anthologie von Zeugenberichten unter dem Titel Tragédie de la deportation und eine Sondernummer der Revue d’histoire de la Deuxième Guerre mondiale zum Thema „Das deutsche KZ-System“. Wormser veröffentlichte darin einen Aufsatz über die KZ-Wirtschaft in der deutschen Kriegswirtschaft. Die hauptsächlich von Wormser zusammengetragene Anthologie bewegte sich noch im Rahmen der Gedächtnispolitik des Réseau du souvenir und gestand der Ermordung der jüdischen Deportierten in den Vernichtungslagern keinen eigenen Rang zu, sondern orientierte sich am Modell eines großen Einheitslagers nach dem Vorbild der KZ im Westen wie Buchenwald.
Für die CHDGM und den Reseau du souvenir organisierten Michel und Wormser die Ausstellung „Résistance, Libération, Déportation“, die im November 1954 eröffnet wurde. Zugleich gaben sie bekannt, dass an einem Film über das KZ-System gearbeitet würde. Das Filmprojekt, aus dem der Film Nacht und Nebel entstehen sollte, stützte sich auf die Vorarbeiten Olga Wormsers. Regisseur Alain Resnais stimmte sich bei der Arbeit und der Beschaffung von Foto- und Filmdokumenten mit Wormser als historischer Beraterin ab. Das Drehbuch entstand in Zusammenarbeit zwischen Resnais einerseits und Wormser und Michel andererseits. Der Film orientierte sich bspw. im Aufbau an der Dokumentation Tragédie de la deportation. Der Genozid an den Juden wurde von den Historikern berücksichtigt, stand aber entsprechend dem damaligen historiographischen Wissensstand nicht im Mittelpunkt, sondern wurde lediglich im Rahmen des KZ-Systems berücksichtigt. Der fertige Film übernahm aber nicht einfach das Konzept der Historiker, sondern wurde durch Resnais’ formale Ambitionen und den Kommentar des Schriftstellers Jean Cayrol geprägt. Gleichwohl begleiteten Wormser und Michel in den folgenden Jahren Vorführungen des Films vor Oberschülern und Geschichtsstudenten in ganz Frankreich. Einige Jahre später wurde sie wissenschaftliche Mitarbeiterin in der Dokumentationsabteilung des Institut pédagogique national.
Olga Wormser veröffentlichte Biographien von Katharina II. und Friedrich II., bevor sie 1965 wieder auf das Thema Deportation zurückkam. 1961 heiratete sie den zwanzig Jahre älteren André Migot, einen Mediziner, Schriftsteller und Filmemacher, den sie 1955 kennen gelernt hatte, und nahm den Namen Wormser-Migot an. Olga Wormser-Migot promovierte 1968 an der Sorbonne mit einer Arbeit zum System der Konzentrationslager, eine frühe Gesamtdarstellung des Themas, die in Deutschland kaum rezipiert wurde.
In Frankreich erregte die Publikation Widerspruch, weil Wormser-Migot die falsche Behauptung aufstellte, es habe in den Lagern im Westen keine Gaskammern gegeben. Da sie zugleich die Empfindung mancher Deportierter verletzte und Zeugenaussagen methodisch hinter Dokumente zurückstufte, wurde sie aus Kreisen vor allem der Internierten aus Mauthausen und Ravensbrück – KZs, in denen es Gaskammern gegeben hatte – scharf kritisiert. Pierre Serge Choumoff erklärte Wormsers Buch 1969 in einem Brief in der angesehenen Tageszeitung Le Monde für wertlos und veröffentlichte 1972 das Buch Les chambres à gaz de Mauthausen („Die Gaskammern von Mauthausen“). Germaine Tillion attestierte Wormser geringfügige Fehler und schweren Irrtum. In der Folge wurde Wormser von ehemaligen Deportierten geschnitten. 1974 trat der zu diesem Zeitpunkt noch weitgehend unbekannte Holocaust-Leugner Robert Faurisson an sie heran. Sie lehnte es jedoch ab, die Existenz der Gaskammern in Auschwitz und Majdanek in Frage zu stellen. Als es Faurisson gelang, seinen Text „Das Problem der Gaskammern“ oder „das Auschwitz-Gerücht“ in der angesehenen Tageszeitung Le Monde erscheinen zu lassen, veröffentlichte Wormser-Migot den Gegentext Die Endlösung. In ihren letzten Arbeiten während der 1970er-Jahre beschäftigte sie sich mit dem Genozid an den Juden.

## Schriften
- Les femmes dans l’histoire. Corrêa, Paris 1952.
- Le Théâtre et l’enseignement, bibliographie: Précédée d’une introduction. Centre national de documentation pédagogique, Paris 1953.
- mit Henri Michel (Hrsg.): Tragédie de la déportation 1940–1945: Témoignages de survivants camps de concentration allemands. Hachette, Paris 1955.
- Amours et intrigues du Maréchal de Richelieu. Le Club français du livre, Paris 1955.
- Catherine II. Paris 1957.
- Frédéric II. Club français du livre, Paris 1958.
- Marie-Thérèse. 1961.
- Attrait de Delacroix. La Farandole, Paris 1963.
- La déportation. Institut national pédagogique, Paris 1964.
- Le Système concentrationnaire nazi (1933–1945). Presses universitaires de France, Paris 1968.
- L’Ère des camps. Union générale d’éditions, Paris 1973.
- mit Annie Guéhenno: La résistance. Du Burin, Paris 1971.
- Le retour des deportés: Quand les alliés ouvrirent les portes (= Historiques; 24). Éditions Complexe, Brüssel 1985, ISBN 2-87027-155-7.